# 凱斯島
73°19′S 77°48′W / 73.317°S 77.800°W
凱斯島（英語：Case Island）是南極洲的島嶼，位於南極大陸和斯邁利島之間，直徑22公里，美國地質調查局根據測量和美國海軍空中照片被繪入地圖，以美國參議員命名。